# Ларионова, Алла Дмитриевна
А́лла Дми́триевна Ларио́нова (19 февраля 1931, Москва, СССР — 25 апреля 2000, Москва, Россия) — советская и российская актриса; народная артистка РСФСР (1990).
Жена киноактёра, народного артиста РСФСР Николая Рыбникова (1930—1990).

## Биография
Родилась 19 февраля 1931 года в Москве. Отец — Дмитрий Андреевич Ларионов, директор Бауманского райпищеторга; мать — Валентина Алексеевна Ларионова, завхоз в детском саду.
Во время учёбы в вузе дебютировала в кино, исполнив роль Любавы в фильме «Садко» (1952).
В 1953 году окончила ВГИК (мастерская Сергея Герасимова и Тамары Макаровой).
С 1953—2000 годы — актриса Театра-студии киноактёра.
Наибольшую популярность в СССР принесла актрисе главная роль в фильме режиссёра Исидора Анненского «Анна на шее» (1954) — одном из лидеров кинопроката середины 1950-х годов, получившим приз — «Золотая оливковая ветвь» на Международном кинофестивале в Италии (1957).
Однажды актёр Георгий Юматов в состоянии алкогольного опьянения отвозил актрису домой и неудачно затормозил, она ударилась головой и рассекла себе губу. После этого артистка перестала сниматься в кино, так как шрам был слишком заметен.
Всего за долгие годы творческой деятельности сыграла более тридцати ролей в фильмах.

#### Семья
Муж (с 1957) — Николай Рыбников (1930—1990), актёр; народный артист РСФСР (1981).
Старшая дочь — Алёна (род. 1957), режиссёр телевизионного монтажа (её биологическим отцом был Иван Переверзев).
Младшая дочь — Арина (1961—2004), работала в издательской сфере.

#### Смерть
Скончалась 25 апреля 2000 года от обширного инфаркта на 70-м году жизни в Москве. Похоронена на Троекуровском кладбище рядом со своим супругом Николаем Рыбниковым.

## Творчество

### Роли в театре
- 1990-е годы — «Коварство, деньги и любовь» по мотивам произведений М. М. Зощенко; реж.: В. А. Шалевич — главная роль (антрепризный спектакль)[1]

### Фильмография
| Год  |     | Название                      | Роль                                                          |
| ---- | --- | ----------------------------- | ------------------------------------------------------------- |
| 1952 | ф   | Садко                         | Любава                                                        |
| 1953 | ф   | Вихри враждебные              | Вера Иволгина, комсомолка, активистка, помощница Дзержинского |
| 1953 | ф   | Команда с нашей улицы         | пионервожатая Оля                                             |
| 1954 | ф   | Анна на шее                   | Анна Соболева                                                 |
| 1955 | ф   | Двенадцатая ночь              | графиня Оливия                                                |
| 1955 | ф   | Судьба барабанщика            | Валентина, мачеха Серёжи                                      |
| 1956 | ф   | Главный проспект              | Вера                                                          |
| 1956 | ф   | Дорога правды                 | Женя, возлюбленная Шмелёва                                    |
| 1957 | ф   | Полесская легенда             | Оксана, красавица-скотница                                    |
| 1958 | кор | Ведьма                        | Раиса, дьячиха                                                |
| 1958 | ф   | Отцы и дети                   | Анна Сергеевна Одинцова                                       |
| 1959 | ф   | Млечный путь                  | Лиза                                                          |
| 1959 | ф   | Фуркат                        | княгиня Маргарита Оболенская                                  |
| 1960 | ф   | Трижды воскресший             | Светлана Сергеевна                                            |
| 1961 | ф   | Две жизни                     | Нина Николаевна Бороздина                                     |
| 1964 | ф   | Ко мне, Мухтар!               | Маша Колесова, жена адмирала, бывшая владелица Мухтара        |
| 1964 | ф   | Три сестры                    | Наталья, невеста, потом жена Андрея                           |
| 1965 | ф   | Совесть                       | Наташа                                                        |
| 1965 | ф   | Третья молодость              | Любовь Леонидовна                                             |
| 1966 | ф   | Дикий мёд                     | Варвара Княжич, фронтовой корреспондент                       |
| 1966 | ф   | Дядюшкин сон                  | Наталья Дмитриевна Паскудина                                  |
| 1967 | ф   | Фокусник                      | Елена Ивановна                                                |
| 1968 | кор | Длинный день Кольки Павлюкова | Любава, продавщица, жена Дмитрия                              |
| 1969 | ф   | Похищение                     | артистка Ларионова                                            |
| 1969 | ф   | Старый знакомый               | модельер                                                      |
| 1971 | ф   | Молодые                       | Екатерина Петровна Колесова, мать Жени                        |
| 1971 | ф   | Седьмое небо                  | Ксана Георгиевна, москвичка, химик-фармацевт                  |
| 1974 | ф   | Лев Гурыч Синичкин            | актриса                                                       |
| 1975 | ф   | Семья Ивановых                | Валентина Николаевна Чистохвалова, мать Алексея               |
| 1977 | ф   | Есть идея!                    | императрица Екатерина II                                      |
| 1980 | ф   | Атланты и кариатиды           | Дарья Макаровна Карнач, жена Максима Карнача                  |
| 1988 | ф   | Запретная зона                | Неклесова                                                     |
| 1989 | ф   | Имя твоё                      | Анна Львовна                                                  |
| 1990 | ф   | Враг народа Бухарин           | Имя персонажа не указано                                      |
| 1991 | ф   | Оружие Зевса                  | тётя Эльза                                                    |
| 1993 | ф   | Троцкий                       | Имя персонажа не указано                                      |
| 1995 | кор | Тихий ангел пролетел…         | Имя персонажа не указано                                      |

### Участие в фильмах
- 1990—1991 — «XX век. „Одиссея Александра Вертинского“» (документальный)[10][11]
- 1996 — «Николай Рыбников. „Чтобы помнили“». Выпуск 21. (документальный)
- 1997 — «Сергей Столяров. „Чтобы помнили“». Выпуск 32.  (документальный)
- 2011 — «Георгий Юматов. „Трагедия офицера“» (документальный)

## Награды и звания
- Заслуженная артистка РСФСР (26 ноября 1965)[12][2]
- Медаль «В ознаменование 100-летия со дня рождения Владимира Ильича Ленина» (1970)[источник не указан 838 дней]
- Народная артистка РСФСР (9 февраля 1990)[13][1][3]
- Приз Всесоюзного фестиваля актёров советского кино «Созвездие» (Смоленск, 1991)[1]
- Медаль «В память 850-летия Москвы» (1997)[источник не указан 838 дней]
- Приз Гильдии актёров кино России — за выдающийся вклад в профессию (1998)[1]